# Gutiérrez (ort)
Gutiérrez är en ort i Colombia.   Den ligger i departementet Cundinamarca, i den centrala delen av landet, 40 km söder om huvudstaden Bogotá. Gutiérrez ligger 2 295 meter över havet och antalet invånare är 772.
Terrängen runt Gutiérrez är huvudsakligen bergig, men den allra närmaste omgivningen är kuperad. Runt Gutiérrez är det glesbefolkat, med 15 invånare per kvadratkilometer. Närmaste större samhälle är Une, 16,7 km norr om Gutiérrez. I omgivningarna runt Gutiérrez växer i huvudsak städsegrön lövskog.